# وینسنت دی بارتولومئو
وینسنت دی بارتولومئو (انگلیسی: Vincent Di Bartoloméo؛ زادهٔ ۲ ژوئیهٔ ۱۹۸۱) بازیکن فوتبال اهل فرانسه است.
از باشگاه‌هایی که در آن بازی کرده‌است می‌توان به باشگاه فوتبال کن اشاره کرد.